# Vaya Con Dios (альбом)
Vaya Con Dios — дебютный студийный альбом бельгийской блюз-рок-группы Vaya Con Dios, выпущенный на лейбле Ariola Records в октябре 1988 года.

## Об альбоме
Синглами с альбома стали песни «Just a Friend of Mine», «Puerto Rico», «Don’t Cry for Louie» и «Johnny», единственная композиция на французском языке, имеющаяся на пластинке. Vaya Con Dios был записан при сотрудничестве разных артистов, один из них — Берт Декорт, бывший участник коллектива The Mistress, работал над созданием «Puerto Rico». Синглы «Puerto Rico», «Just a Friend of Mine», «Don't Cry for Louie» принесли известность группе. После успеха синглов с альбома Vaya Con Dios коллективу был открыт путь во многие хит-парады Европы.
Песня «Johnny» была написана в 1937 году Ричардом Стейном под названием «Sanie cu zurgălăi», а Эдит Пиаф исполнила её под названием «Johnny, tu n’es pas un ange». Композицию «One Silver Dollar» первоначально исполняла Мэрилин Монро.
Диск получил платиновый статус в Финляндии.

## Список композиций

### Сторона А
| №  | Название                      | Автор(ы)                        | Длительность |
| -- | ----------------------------- | ------------------------------- | ------------ |
| 1. | «Don’t Cry for Louie»         | Даниель Схувертс, Дирк Схофс    | 2:57         |
| 2. | «The Moonshiner»              | Балфе, Схувертс, Схофс          | 2:43         |
| 3. | «Lord Help Me Please»         | Балфе, Схувертс, Вутс           | 3:17         |
| 4. | «Lay Your Hands (Off My Man)» | Схувертс, Схофс                 | 3:40         |
| 5. | «Lulu’s Song»                 | Балфе, Схувертс, Схофс          | 4:46         |
| 6. | «Just a Friend of Mine»       | Вилли Ламбрегт, Схувертс, Схофс | 3:18         |

### Сторона Б
| №  | Название            | Автор(ы)                  | Длительность |
| -- | ------------------- | ------------------------- | ------------ |
| 1. | «I Sold My Soul»    | Схувертс, Схофс           | 4:56         |
| 2. | «One Silver Dollar» | Дэрби, Ньюмэн             | 3:00         |
| 3. | «Philadelphia»      | Летечеур, Схувертс, Схофс | 3:29         |
| 4. | «Remember»          | Балфе, Ламбрегт, Схувертс | 2:45         |
| 5. | «Puerto Rico»       | Схувертс, Схофс           | 4:16         |
| 6. | «Johnny»            | Лемарк                    | 2:15         |

## Участники записи
- Дани Кляйн (Даниель Схувертс) — вокал, композитор
- Джулия Локо, Верона Дэвис, Уайлд Уан Ди — бэк-вокал
- Дирк Схофс — контрабас, композитор, бэк-вокал
- Жан Мишель Жалян, Ноно Гарсия — акустическая гитара
- Патрик Мортиер — труба
- Фрэнк Вэгани — саксофон
- Франк Вутс — пианино, орган Хаммонда
- Фрэнсис Лемарк, Вилли Ламбрегт — композиторы

## Чарты
| Чарты (1990) | Высшая позиция |
| ------------ | -------------- |
| Австрия      | 10             |
| Швейцария    | 23             |
| Швеция       | 9              |